# Ville Sorvali
Ville Sorvali (født 13. april 1980 i Helsinki, Finland) er en finsk musiker og musikjournalist. Han er mest kendt som sanger og bassist i folk metalbandet Moonsorrow, hvor hans fætter Henri Sorvali også spiller. 
Han taler flydende finsk og engelsk og en lille smule svensk. Udover Moonsorrow spiller han i bandene Human Death og Lakupaavi (som er et sideprojekt af Moonsorrows bandmedlemmer). Før i tiden har han spillet i bands som Amoral og May Withers. Han har ikke nogen musikalsk uddannelse og skriver sangteksterne i Moonsorrow, hvor hans fætter skriver det meste af musikken. Hans idoler er A.A. Nemtheanga fra Primordial og Thomas Väänänen fra Thyrfing.
 Der er for få eller ingen kildehenvisninger i denne artikel, hvilket er et problem. Du kan hjælpe ved at angive troværdige kilder til de påstande, som fremføres i artiklen.